# Ірано-таджикистанські відносини
Ірано-таджикистанські відносини — контакти між Ісламською республікою Іран і Республікою Таджикистан. Іран став першою країною, яка відкрила дипломатичне представництво у Душанбе (8 січня 1992) після здобуття Таджикистаном незалежності. Посольство Таджикистану у Тегерані відкрилося у липні 1995. У 2014 взаємний товарообіг двох країн склав 228,3 млн. доларів.

## Порівняльна характеристика
|                      | Іран                                                        | Таджикистан                                                                     |
| -------------------- | ----------------------------------------------------------- | ------------------------------------------------------------------------------- |
| Населення            | 81 000 000                                                  | 8 991 725                                                                       |
| Територія            | 1 648 000 км²                                               | 142 000 км²                                                                     |
| Щільність населення  | 48,0 ос. /км²                                               | 60,0 ос. /км²                                                                   |
| Столиця              | Тегеран                                                     | Душанбе                                                                         |
| Найбільші міста      | Тегеран, Мешхед, Тебріз, Шираз, Ісфахан, Ахваз, Кум, Кередж | Душанбе, Худжанд, Курган-Тюбе, Куляб, Істаравшан, Турсунзаде, Канібадам, Ісфара |
| Форма правління      | ісламська республіка                                        | президентська республіка                                                        |
| Державна мова        | перська                                                     | таджицька                                                                       |
| Основна релігія      | Іслам ( шиїтського штибу )                                  | Іслам ( суннітського штибу )                                                    |
| ВВП (ППЗ) (2017)     | 1,551 трлн доларів США (19050 $ на душу населення)          | 17,555 млрд доларів США (2247 $ на душу населення)                              |
| ВВП (номінал) (2017) | 438,3 млрд доларів США (5383 $ на душу населення)           | 8,572 млрд доларів США (1041 $ на душу населення)                               |
| Валюта               | ріал                                                        | сомоні                                                                          |

## Історія

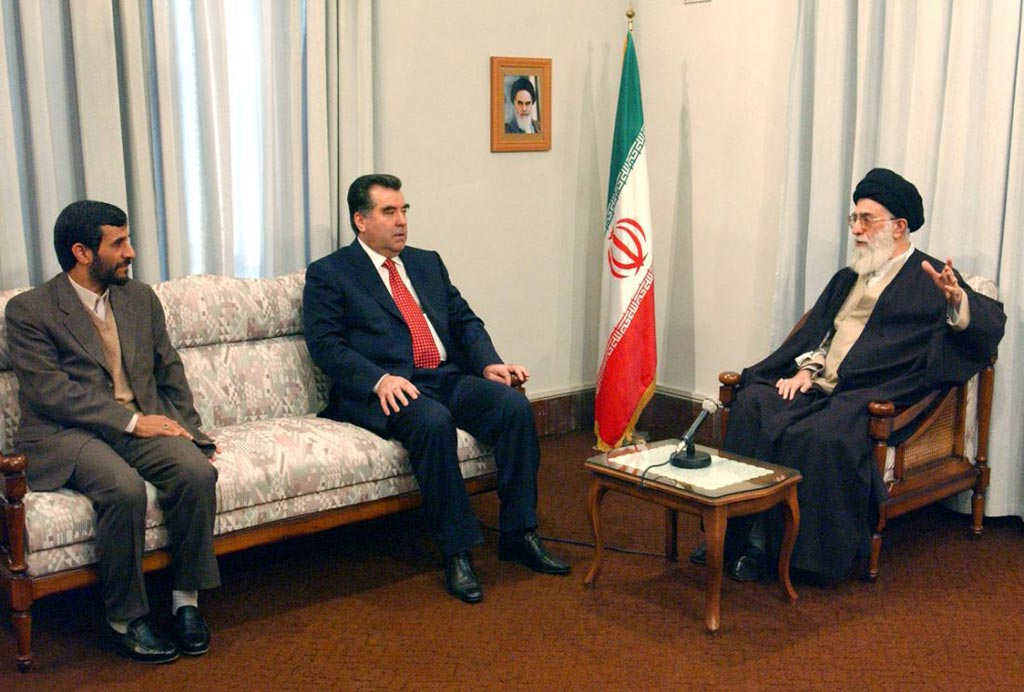
Президент Таджикистану Емомалі Рахмон разом із президентом ІРІ Махмудом Ахмедінеджадом у Алі Хаменеї під час візиту до Ірану.

Контакти Ірану та Таджикистану мають багатовікову історію: у минулому території обох країн часто опинялися у складі однієї держави (Держав Ахеменідів, імперії Селевкідів, Аббасидського халіфату та інших). Через території майбутніх Ірану та Таджикистану проходив Великий шовковий шлях.
Сучасна історія дипвідносин почалася в 1992 після здобуття Таджикистаном незалежності. Інтерес Ірану до середньоазійської країни, що не має з ним спільного кордону, багато в чому пов'язана з мовною близькістю персів та таджиків.
Президент Таджикистану в 1995 і 2012 відвідував Тегеран, а президент Ірану здійснив візити до Душанбе в 1997.
У 1990-2000 між двома країнами було укладено багато угод.

## Ірано-таджикистанська торгівля
Товарообіг двох країн у 2013 склав 292,3 млн доларів, у тому числі експорт Таджикистану до Ірану 115,6 млн доларів. На Іран припало в 2013 9,9% експорту Таджикистану та 4,3% імпорту.
Основні товари, що поставляються Душанбе до Ірану: бавовняне волокно, бавовняна пряжа, сушені плоди та алюмінієвий дріт. 
Тегеран постачає в середньоазійську республіку продовольство, машини та обладнання, будівельні матеріали.

## Спільні проекти
За підтримки Тегерана побудована в 2011 Сангтудинська ГЕС-2, у створення якої Іран вклав 180 млн доларів, а Таджикистан 40 млн доларів. У Таджикистані приватний бізнес Ірану створив ряд швейних цехів, обладнавши їх швейними та в'язальними машинами.
У Таджикистані діє досить багато переважно невеликих іранських підприємств в енергетиці, будівництві, сільському господарстві, транспорті тощо.